# Austria na Zimowych Igrzyskach Paraolimpijskich 2006
Reprezentacja Austrii na Zimowych Igrzyskach Paraolimpijskich 2006 liczyła 25 sportowców.

## Medale

### Złote medale
Narciarstwo alpejskie
13 marca: Walter Lackner, supergigant mężczyzn stojąc
14 marca: Sabine Gasteiger, supergigant kobiet niewidomych
18 marca: Robert Meusburger, slalom mężczyzn stojąc

### Srebrne medale
Narciarstwo alpejskie
12 marca: Sabine Gasteiger, zjazd kobiet niewidomych
14 marca: Harald Eder, supergigant mężczyzn siedząc
19 marca: Sabine Gasteiger, slalom kobiet niewidomych
19 marca: Harald Eder, slalom mężczyzn siedząc

### Brązowe medale
Narciarstwo alpejskie
11 marca: Walter Lackner, zjazd mężczyzn stojąc
12 marca: Claudia Lösch, zjazd kobiet siedząc
13 marca: Danja Haslacher, supergigant kobiet stojąc
14 marca: Robert Fröhle, supergigant mężczyzn siedząc
17 marca: Sabine Gasteiger, slalom gigant kobiet niewidomych
17 marca: Jürgen Egle, slalom gigant mężczyzn siedząc
19 marca: Jürgen Egle, slalom mężczyzn siedząc